# ليو بارنز
ليو بارنز (بالإنجليزية: Lew Barnes)‏ هو لاعب كرة قدم أمريكية أمريكي، ولد في 27 ديسمبر 1962 في لونغ بيتش في الولايات المتحدة.

## وصلات خارجية
- ليو بارنز على موقع مرجع كرة القدم المحترفة.كوم (الإنجليزية)